# SOPMOD

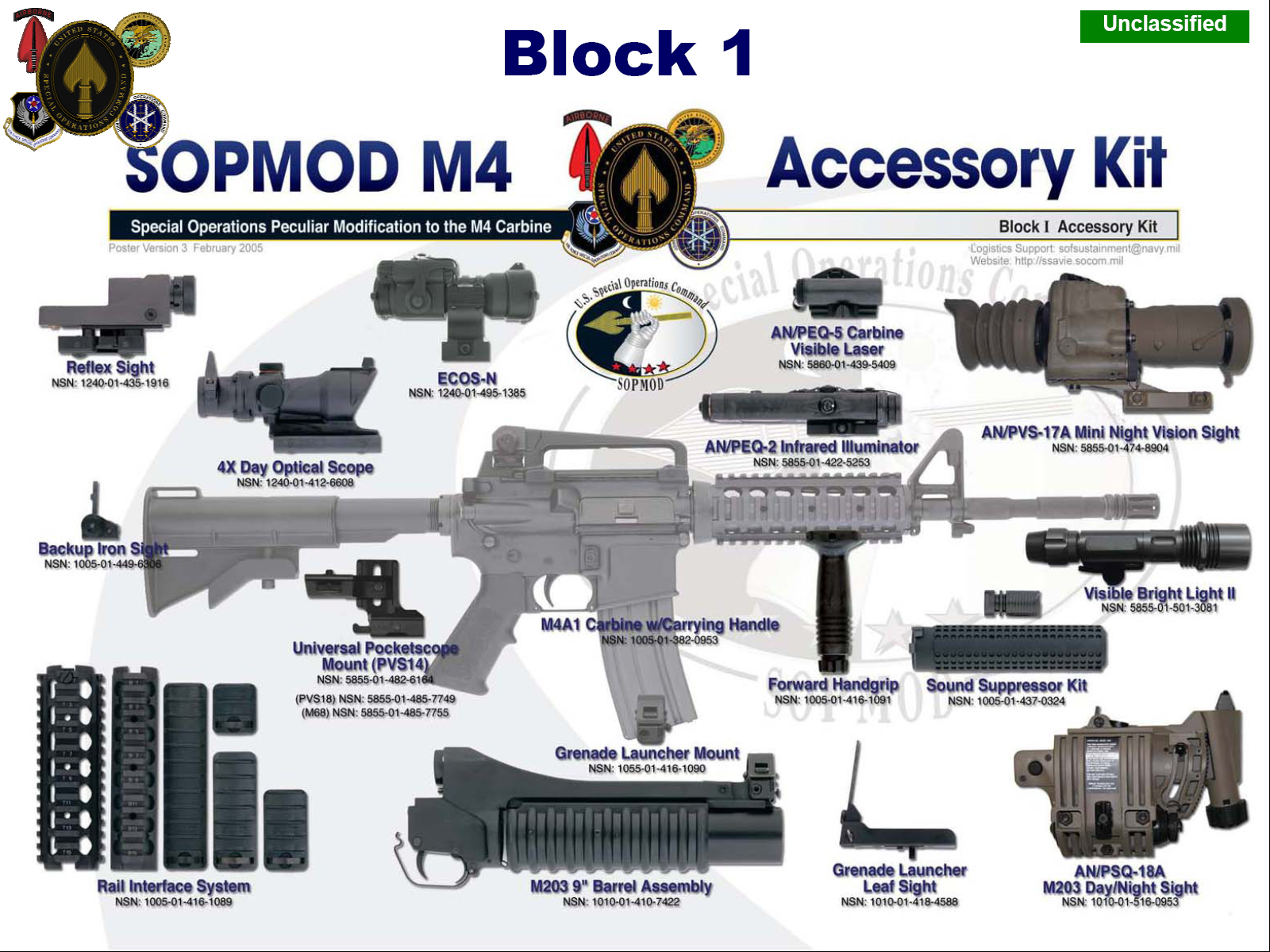
SOPMOD Block 1

SOPMOD (ang. Special Operations Peculiar MODification) – zestaw akcesoriów dodatkowych do karabinków szturmowych M4A1 oraz FN SCAR używanego przez Dowództwo Sił Specjalnych Stanów Zjednoczonych, takich jak:
- celownik optyczny
- celownik kolimatorowy
- tłumik
- magazynek bębnowy
- kolba wymienne
- nakładki na chwyt
- rączki na przednią szynę RIS
- nakładki noktowizyjne na celowniki optyczne i kolimatorowe
- latarka taktyczna
- granatnik M203